# Georges Desdevises Du Dézert
Pour les articles homonymes, voir Desdevises Du Dezert.
 (avril 2012).
Si vous disposez d'ouvrages ou d'articles de référence ou si vous connaissez des sites web de qualité traitant du thème abordé ici, merci de compléter l'article en donnant les références utiles à sa vérifiabilité et en les liant à la section « Notes et références ».
Georges Desdevises Du Dézert, né le 21 mai 1854 à Lessay et mort le 15 avril 1942 à Chamalières est un historien, romancier, poète et critique littéraire français.
Également connu sous le pseudonyme de « Jean Lalouette », Georges laisse une œuvre multiple et protéiforme. Il reçoit le prix Fernand Mège en 1934.

## Biographie
Georges Nicolas Desdevises Du Dézert, né le 21 mai 1854 à Lessay, était le fils de Théophile-Alphonse Desdevises Du Dézert qui était lui-même professeur de français.
Docteur en droit en 1877 , il envisage d’abord une carrière juridique et ses premiers ouvrages sont des thèses de licence et de doctorat. Inscrit comme avocat à la Cour d’appel de Caen, il ne plaida pourtant qu’une seule et unique fois, alors qu’il est commis d’office.
Également licencié es lettres, il devient chargé de cours d’histoire au lycée de Lorient en 1878, date du début d’une brillante carrière dans l’enseignement qui le mène au Mans, à Tours, à Rennes, de nouveau à Caen.
Entretemps il obtient aussi le titre de Docteur en histoire en 1889 à la Faculté de lettres de Paris.
Il termine enfin sa carrière d'enseignant de 1892 à 1924 à Clermont-Ferrand, ville où il avait achevé ses études secondaires près de vingt ans plus tôt.
C’est à l’université de Clermont-Ferrand qu’il assume la charge de doyen à la faculté de lettres, en 1907.
Il est officier de la Légion d'honneur en 1920.
Il meurt le 15 avril 1942 à Chamalières.
Son ami Louis Bréhier affirmera alors : 

« Ce fin Normand s’éprit de son pays d’adoption et l’on peut dire qu’après l’Espagne, c’est l’Auvergne qui tient le plus de place dans l’œuvre qu’il a laissée. »

 Il repose au cimetière de Chamalières.

## Travaux

### L'Auvergne
Son œuvre auvergnate est variée et se confond pour une large part avec ses travaux universitaires. Il participa ainsi à la création de la Société des Amis de l'Université et contribua activement à la rédaction d'articles pour la Revue d'Auvergne. Sa dernière publication s'intitule d'ailleurs Les Monts d'Auvergne et le peintre Maurice Busset (1931), monographie consacrée à la vie et l'œuvre de l'artiste. Pendant toutes ces années, il passa et obtint l'agrégation d'histoire et un doctorat de lettres à la Sorbonne.

### La Normandie
Il est resté très attaché à sa région natale, le Cotentin. S’il a ainsi collaboré avec divers journaux locaux comme Le Bouais Jan, L’Almanach de la France, où il signait sous le pseudonyme de Jean Lalouette, Le Courrier de la Manche et Le journal de Coutances, il est surtout connu pour être l’auteur de Mon vieux Lessay, le pays, les gens, la vie. Georges Desdevises Du Dézert y décrit sur un mode nostalgique mais non dénué d’humour la vie des habitants du canton de Lessay, leur environnement social, économique et culturel au tournant des XIXe et XXe siècles. Il y évoque ainsi le poids des coutumes et croyances locales, ce lien si particulier avec la mer qu’avait la paysannerie et enfin la profonde influence des marais et landes présents autour de Lessay dans l’organisation de la vie quotidienne. Cet ouvrage d’une centaine de pages reste actuellement encore un témoignage précieux sur une société rurale traditionnelle aujourd’hui totalement disparue.

### Le monde hispanique
Également hispanisant, une de ses autres œuvres essentielles a pour titre L’Espagne de l’Ancien Régime, il fut à ce titre sollicité par Ernest Lavisse et Alfred Rambaud pour rédiger les chapitres relatifs à l’Espagne, dans leur Histoire générale. En 1913, il s’intéressa à l’Amérique latine, et, chargé d’une mission diplomatique, explora les archives des Indes espagnoles. Il publia le résultat de ses recherches dans la Revue Hispanique.

### Autres
Georges Desdevises Du Dézert est également l’auteur d’essais philosophiques, de satires normandes ou de romans à caractère historique, comme Jean Hochet, ouvrage en langue bas-normande qui fut couronné par l’Académie française, Le Citoyen représentant du Peuple, biographie romancée du conventionnel Lecarpentier. Décidément éclectique, il fit en partie redécouvrir au grand public la singulière place de Loup de Ferrières dans l’histoire de l’Église catholique à travers une présentation annotée et commentée des Lettres de Servat à Loup, abbé de Ferrières. Enfin, en octobre 1941, à la toute fin de sa vie, il publie un émouvant et ultime sonnet où il dit adieu à tout ce qui avait été sa joie de vivre.
Une rue de Clermont-Ferrand porte son nom ainsi qu'une rue de Chamalières.

## Publications
- Don Carlos d'Aragon, prince de Viane. Étude sur l'Espagne du nord au XVe siècle, Paris, A. Colin, 1889.
- L’État romain et la société romaine au IVe siècle, Caen, H. Delesques, 1891 Document :   French : Book.
- Les Wisigoths, Caen, H. Delesques, 1891.
- La Reine Jeanne la Folle d’après l’étude historique de D. Antonio Rodriguez Villa, Toulouse, E. Privat, 1892.
- Les Unions irrégulières en Navarre sous le régime du fuero general, Caen, H. Delesques, 1892 .
- La Justice en Espagne au XVIIIe siècle, Toulouse, E. Privat, 1895.
- L’Espagne de l’ancien régime : la société, Paris, Société française d'imprimerie et de librairie, 1897.
- L’Espagne de l’ancien régime : les institutions, Paris, Société française d'imprimerie et de librairie, 1899.
- Philippe V d’après l’ouvrage de M. Baudrillart, Philippe V et la cour de France, Paris, 1901.
- Souvenirs d'Emmanuel-Frédéric Sprünglin[7], publiés (et préfacés) par G. Desdevises du Dézert, Extrait de la Revue hispanique, tome XI, Paris, 1904.
- L’Espagne de l’ancien régime : la richesse et la civilisation, Paris, Société française d'imprimerie et de librairie, 1904.
- « Luis Vives, d’après un ouvrage récent », Revue hispanique, Paris, C. Klincksieck, 1905, t. 12, p. [373]-412.
- L’Église & l’État en France, Paris, Société Française d'Imprimerie et de Librairie, 1908.
- Le travail historique, avec Louis Bréhier, Paris, Bloud & cie, 1908.
- Travail historique, avec Louis Bréhier, Paris, Bloud, 1908.
- Les Musées de Catalogne, [S.l.n.d.], 1909.
- Les villes d’art célèbres : Clermont-Ferrand, Royat, le Puy-de-Dôme, avec Louis Bréhier, Paris, H. Laurens, 1910.
- « La Catalogne de 1808 à 1812 », Revue des cours et conférences, 19e Année, 1re sér., no 11 (janvier 1911) .
- Arsène Vermenouze, Aurillac, imprimerie Moderne, 1912.
- Barcelone et les grands sanctuaires catalans, Paris, H. Laurens, 1913.
- Les Jésuites de la province d'Aragon, Paris, Daupeley-Gouverneur, 1914.
- L’Inquisition aux Indes espagnoles à la fin du XVIIIe siècle, New York ; Paris, [s.n.], 1914.
- Les Sources manuscrites de l'histoire de l'Amérique Latine à la fin du XVIIIe siècle. (1760-1807), Paris, Impr. Nationale, 1914.
- La Louisiane à la fin du XVIIIe siècle, Paris, E. Champion, 1914.
- Pour la Maison de rééducation des aveugles de la guerre à Montferrand, Clermont-Ferrand, G. Mont-Louis, 1916.
- L’Église espagnole des Indes à la fin du XVIIIe siècle, New York, [s.n.], 1917.
- Une Cathédrale endormie, Blois, Grande imprimerie de Blois, 1917.
- Les Missions des Mojos et des Chiquitos de 1767 à 1808, New York ; Paris, [Revue Hispanique], 1918.
- Une Réplique aux mémoires de Guillaume II, Clermont-Ferrand, 1922.
- Gilbert-le-Croisé, Clermont-Ferrand, Impr. moderne, Mme. A. Dumont, 1925.
- Cid auvergnat, comédie rustique en un acte, L’Auvergne littéraire et artistique, 1925Cette comédie, représentée lors de la Sainte-Estelle au théâtre de Clermont-Ferrand le 30 mai 1925, a été publiée dans L’Auvergne littéraire et artistique (14, juin-juillet 1925), et adaptée en occitan par Benoît Vidal
- Les Monts d'Auvergne et le peintre Maurice Busset, ouvrage... illustré de nombreux croquis dans le texte et de cent héliogravures reproduisant l'oeuvre de l'artiste, Aurillac, Édition U. S. H. A., 1931, 70 p. (BNF 40369137, lire en ligne )
- Les villes d’art célèbres : Riom, Mozat, Volvic, Tournoel, avec Louis Bréhier, Paris, H. Laurens, 1932.
- Sur l’Auvergne ; notes, documents, extraits d’histoire et de géographie, Clermont-Ferrand, 1933-1938.
- Une Sainte-Croix d’autrefois telle que la virent Georges Desdevises du Dézert et Louis Beuve[8], Coutances, Éditions Notre-Dame (imprimerie Notre-Dame) 1966.

## Rééditions
- Emmanuel-Frédéric Sprünglin, Souvenirs des guerres d'Espagne et de Portugal, publiés (et préfacés) par G. Desdevises du Dézert, réédition[9] : Paris, Librairie historique F. Teissèdre, 1998.

## Distinctions
- Officier de la Légion d'honneur

## Pour approfondir